# Ново-Троицкое (Восточно-Казахстанская область)
Ново-Троицкое (каз. Ново-Троицкое) — село в Восточно-Казахстанской области Казахстана. Находится в подчинении городской администрации Усть-Каменогорска. Входит в состав Меновновского сельского округа. Код КАТО — 631031500.

## Население
В 1999 году население села составляло 474 человека (228 мужчин и 246 женщин). По данным переписи 2009 года в селе проживали 444 человека (219 мужчин и 225 женщин).